# Re-ac-tor
Albums de Neil Young
Hawks and Doves
(1980) Trans
(1982)
Re-ac-tor est le onzième album de Neil Young et le quatrième avec son groupe Crazy Horse sorti en 1981.

## Historique
L'album souffre d'une relative mauvaise réputation et peut être considéré comme un album mineur dans la discographie de Young. C'est un disque de rock brut, sans fioritures au son Lo-fi et d'un esprit punk.
Young pousse comme jamais le Crazy Horse dans ses derniers retranchements live et brut de son. On pourra retrouver cette incandescence sonique plus tard sur Greendale (2003).
Des critiques ont relevé quelques fautes de goût, en particulier les chœurs dans Opera Star et les voix dans Rapid Transit.
Re-ac-tor est lié à une période où Neil Young a pris du recul avec la musique pour mieux se consacrer à son deuxième fils handicapé. Elle correspond aussi à son soutien à Ronald Reagan dont il ne s'expliquera jamais très clairement.
Des chansons comme Southern pacific qui évoque l'épopée du rail aux États-Unis, sont hypnotiques, comme souvent chez Young. À noter de belles envolées de guitare sur T-Bone.
L’album se termine par Shots : près de huit minutes d'un mitraillage à l'arme lourde, apocalyptique et ravageur, dont les distorsions, explosions et bombardements en tout genre constituent un côté avant-gardiste et visionnaire. Cette musique permettra l'émergence de groupes comme Sonic Youth, Pearl Jam ou Nirvana.[réf. nécessaire]

## Titres
1. Opera Star – 3:31
2. Surfer Joe and Moe the Sleaze – 4:15
3. T-Bone – 9:10
4. Get Back on It – 2:14
5. Southern Pacific – 4:07
6. Motor City – 3:11
7. Rapid Transit – 4:35
8. Shots – 7:42

Paroles et musique de Neil Young

## Musiciens
- Neil Young - guitare, piano, Synclavier, chant
- Crazy Horse :
  - Frank Sampedro - guitare, synthétiseur, chœurs
  - Billy Talbot - basse, chœurs
  - Ralph Molina - batterie, percussion, chœurs

## Pochette de l'album
Très sobre avec triangle rouge sur fond noir.

Sur le verso on peut lire une prière latine :
"Deus, dona mihi serenitatem accipere res quae non possum mutare, fortitudinem mutare res quae possum, atque sapientiam differentiam cognoscere."
"Dieu, accorde moi la sérénité d'accepter les choses que je ne peux pas changer, la force de changer ce qui m'est possible et la sagesse d'en connaître la différence."

Prière de la Sérénité (Reinhold Niebuhr - 1932) (souvent attribuée à saint François d'Assise) inscrite sans autre commentaire. On peut cependant penser qu'il y a un rapport avec la naissance de son deuxième fils, Ben, qui souffre d'une paralysie cérébrale très sérieuse.

## Citation
" - Le son de l'album Re-ac-tor est primitif, brutal.
- Nous aurions dû passer plus de temps en studio. Ce disque a souffert du régime que notre petite famille s'était imposée. Pendant un an et demi, nous nous sommes consacrés à mon fils Ben, entre quinze et dix-huit heures par jour. Cela faisait partie d'un programme pour tenter de résoudre son handicap moteur."
Neil Young. Pleine Lune. Inrockuptibles 12/1992. Interview de Nick Kent.